# 태풍 크로사 (2007년)
태풍 크로사 (태풍 번호: 0715, JTWC 지정 번호: 17W, 국제명: KROSA)는 2007년 북서태평양에서 발생한 15번째 태풍으로 태풍이 상륙한 대만과 중국에 큰 피해를 냈다. '크로사'는 캄보디아에서 제출한 이름으로 학을 의미한다.

## 태풍의 진행

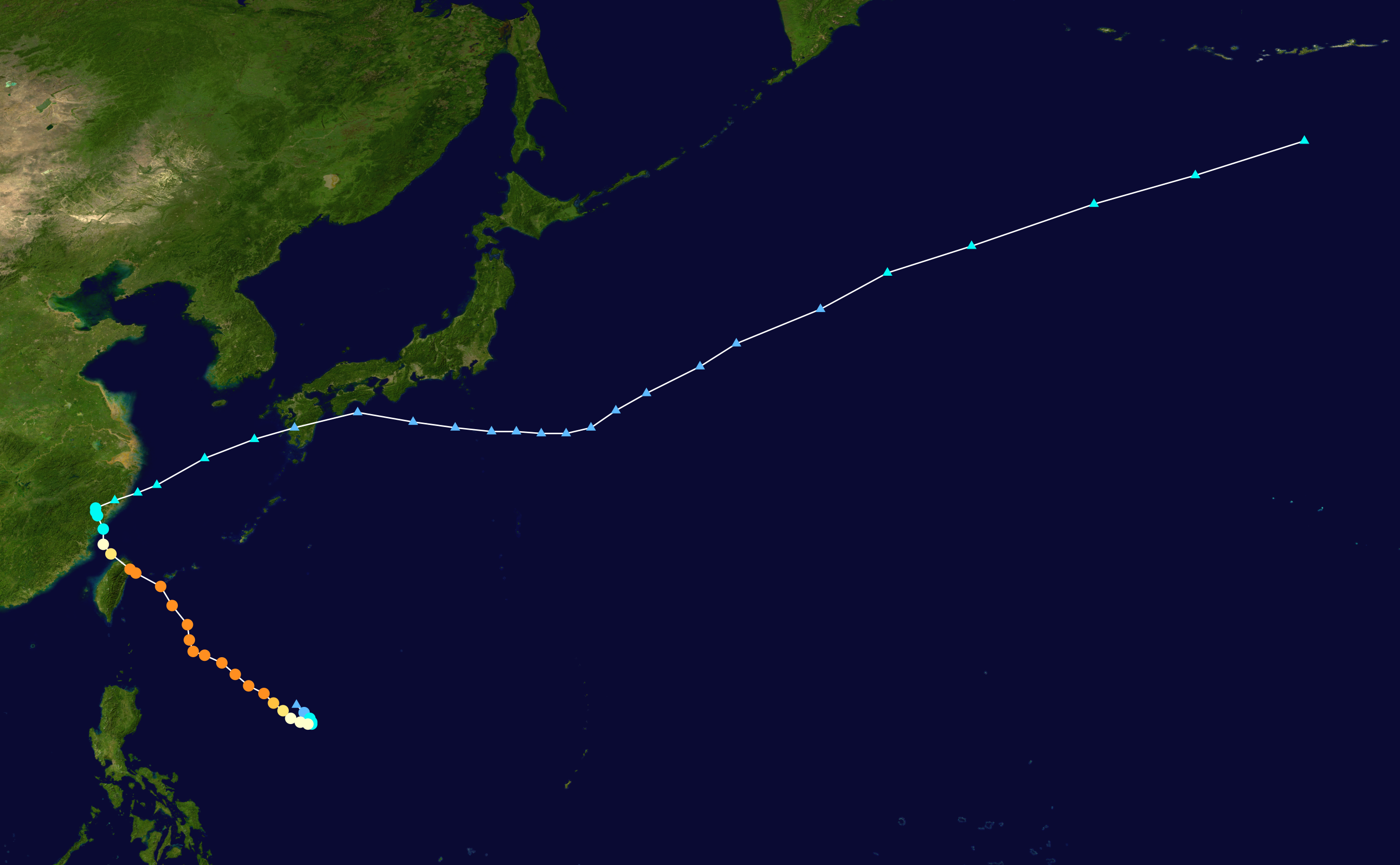
태풍 크로사의 이동 경로

제15호 태풍 크로사는 2007년 10월 2일 오전 9시 필리핀 마닐라 동북동쪽 약 1,100 km 부근 해상에서 발생했다. 이 태풍은 북서쪽으로 이동하면서 급격하게 발달하기 시작했다. 발생한 지 48시간 만인 10월 4일 오전 9시에는 중심 기압 940hPa, 중심 부근에서 초속 46m의 바람이 부는 매우 강한 태풍으로 발달했다. 이 태풍은 계속 북서진 내지 북북서진 하여 10월 6일 낮에 대만에 상륙하였다. 그러나 곧 다시 남쪽으로 방향을 튼 뒤 동쪽으로 이동하여 대만을 빠져 나왔으며, 이 과정에서 태풍은 강도 "매우 강"의 태풍에서 "강"의 태풍으로 많이 약화되었다. 이후 진로는 대만에 재상륙한 뒤, 중국 해안에 바짝 붙어서 북상하다가 그대로 온대저기압으로 변질되었다. 당초 진로는 태풍의 세력을 유지하며 남해를 통과, 일본 규슈에 상륙함으로써 대한민국에도 영향을 미칠 것으로 예상되었으나, 태풍이 일찍 소멸되면서 제주도에 40~50mm의 비가 내리고 대한민국 남부 지방에 풍랑특보만 발효되었을 뿐이었다.

### 태풍의 일생 요약
- 10월 1일 열대저기압(TD)발생
- 10월 2일 열대폭풍(TS) 발달, 태풍 크로사로 명명
- 10월 3일 태풍(TY)으로 발달
- 10월 5일 맹렬한 태풍으로 발달, 크기 대형급 유지
- 10월 7일 대만 상륙
- 10월 8일 중국 상륙, 소멸

## 피해

### 대만, 중국
- 18명 사망, 3명 실종
- 56명 부상
- 200만 가구 정전

## 같이 보기
- 2007년 태풍